# الدوري التونسي لكرة اليد 1985–86
الدوري التونسي لكرة اليد 1985-1986 هو الدورة 31 من الدوري التونسي لكرة اليد للرجال. شارك فيها 14 فريقا.

فاز بهذا الموسم النادي الإفريقي، وجاء ثانيا النجم الرياضي الساحلي.

## روابط خارجية
- الموقع الرسمي للجامعة التونسية لكرة اليد.